# 中村慶子
中村 慶子（なかむら けいこ、1981年8月12日 - ）は、NHKのアナウンサーである。

## 人物
茨城県取手市出身で、3人兄妹の末子として生まれ、江戸川学園取手高等学校、上智大学理工学部を卒業後、2005年（平成17年）4月に入局した。
趣味や特技は散歩、旅行、読書、テニスで、いちご、豆腐、母が作る野菜たっぷりの餃子が好物である。
入局後徳島放送局へ配属され、2022年4月からラジオセンターで勤務する。

## 現在の担当番組
- ちきゅうラジオ（キャスター：2022年4月9日 - ）

## 過去の担当番組
徳島放送局時代（2005年度 - 2008年7月）
- 着信御礼!ケータイ大喜利（2006年10月16日・2007年5月13日・12月16日）
- これこそ!わが町 元気魂（2008年1月2日）
- ニュースとくしま610（2008年4月 - 7月・隔週）
- 徳島県のニュース・中継・リポート

大阪放送局時代（2008年8月 - 2010年度）
- きょうの料理・おしゃれ工房 大阪制作分（2008年8月 - 2009年3月）
- あほやねん!すきやねん!（『あほすき』）進行役[3]
- NHKニュースおはよう日本
  - 2009年4月度の関西桜中継リポート
  - 2009年8月10日 - 8月14日 守本奈実の夏期休暇による代役として午前5時台並びに午前7時40分過ぎと午前8時台を担当
- 関西のニュース・中継・リポート

東京アナウンス室時代（2011年度 - 2018年度）
- ディープピープル（2011年度）
- ワイルドライフ  ナレーション（BSプレミアム、不定期）
- 産地発!たべもの一直線 司会（2011年度）
- いのちドラマチック 司会（2011年度）
- ホリデーインタビュー（2012年2月11日）
- BSコンシェルジュ 司会（2012年4月 - 2013年3月）
- すてきにハンドメイド 司会（2012年4月 - 2013年3月）
- サイエンスZERO キャスター（2012年4月 - 2014年3月）
- あさイチ リポーター（2013年4月 - 2015年3月）
- さわやか自然百景 ナレーション（2014年4月6日・霞ヶ浦 早春 回ほか多数）
- 世界で一番美しい瞬間「星降る村“天の川”輝く瞬間 ニュージーランド・テカポ」（2014年5月8日）
- ニュースウオッチ9（井上あさひの夏休みによる代理キャスター）（2014年8月25日 - 29日）
- 亀田音楽専門学校
  - SEASON 2（Eテレ）助手（2014年10月2日 - 12月25日）
  - SEASON 3（Eテレ）助手（2016年1月7日 - 1月28日）
- ハートネットTV ナレーション
- 世界で一番美しい瞬間「ファッションの最高峰 輝く5日間 フランス パリ」（2015年3月12日）
- NHKニュースおはよう日本
  - まちかど情報室（小山径と隔週交代・2015年3月30日 - 2016年4月1日）　
  - キャスター（平日 5:00 - 6:25）（2016年4月4日 - 2017年3月31日）
  - ニュースリーダー（不定期で土曜日）
- NHKニュース（2015年4月から不定期で平日定時ニュース、土曜日早朝5時台）
- 旬感☆ゴトーチ!「等々力渓谷で涼を楽しむ～東京　世田谷～」（2018年7月11日）
- Nスペ5min.『人類誕生　第2集　最強ライバルとの出会い　そして別れ』（2018年7月14日）
- 首都圏ネットワーク（キャスター）（合原明子の代理キャスター）（2018年8月16日、17日）
- オシばん（キャスター）（合原明子の代理キャスター）（2018年8月16日、17日）
- 首都圏ネットワーク リポーター・ニュースリーダー（2018年5月14日 - 2019年3月15日）
- ニュース・気象情報・リポート（主に関東甲信越ローカル）
- ニュース シブ5時 リポーター（2018年6月4日 - 2019年3月29日）
- ごごナマ プレゼンター（不定期）

水戸放送局時代（2019年度 - 2021年度）
- ニュースきょう一日（井上あさひの夏休みによる代理キャスター）（2020年8月24日 - 8月28日）
- キタカンプラス「グルメdeキャンプ in 北関東」（2021年4月23日〈茨城・栃木・群馬ブロック〉[4]）
- 首都圏ネットワーク（林田理沙の代理キャスター）（2021年7月26日、27日、8月30日 - 9月3日）
- あさイチ（鈴木奈穂子の代理キャスター）（2022年2月7日 - 2022年2月10日）
- 茨城県のニュース
- いば6（キャスター代行等）
- 金曜は!いばっチャオ（MC・リポーター）
- 茨城スペシャル （司会）
- サタデーFM いばゆる（アシスタント）

ラジオセンター時代（2022年度 - ）
- 発掘!ラジオアーカイブス（4代目管理人：2022年4月 -  2023年2月26日）